# Scalea
Scalea é uma comuna italiana da região da Calábria, província de Cosenza, com cerca de  11.557 habitantes (2024). Estende-se por uma área de 22 km², tendo uma densidade populacional de 525 hab/km². Faz fronteira com Orsomarso, San Nicola Arcella, Santa Domenica Talao, Santa Maria del Cedro.

## Demografia
| Variação demográfica do município entre 1861 e 2011                               |
|                                                                                   |
| Fonte: Istituto Nazionale di Statistica (ISTAT) - Elaboração gráfica da Wikipedia |